# 鈴木荘一
鈴木 荘一（すずき そういち、1948年 - ）は日本の作家、「幕末史を見直す会」代表。

## 略歴
東京生まれ。小学校卒業と同時に会津若松に転居し、ザベリオ学園中等部に2年間在学する（この間に歴史観の原点が育まれる）。1971年、東京大学経済学部卒業。
東大卒業後は日本興業銀行へ入行。審査、産業調査、融資、資金業務などに携わる。特に企業審査、経済・産業調査に詳しい。2001年、同銀行を退職。「現在は過去の歴史の延長線上にある」との立場から、現代政治経済と歴史の融合的な研究を進めている。

## 著書

### 単著
- 『勝ち組が消した開国の真実―新撰組の誠と会津武士道の光跡』かんき出版、2004年。
- 『日露戦争と日本人―国難に臨んだ明治の父祖たちの気概』かんき出版、2009年。
- 『日本征服を狙った アメリカの「オレンジ計画」と大正天皇　東京裁判史観からの脱却を、今こそ！』かんき出版、2012年。
- 『アメリカの罠に嵌まった 太平洋戦争　東京裁判史観を超えて』自由社、2016年。
- 『明治維新の正体　徳川慶喜の魁、西郷隆盛のテロ』毎日ワンズ、2017年。
- 『政府に尋問の筋これあり　西郷隆盛の誤算』毎日ワンズ、2018年。
- 『究極の敗戦利得者日本外務省が隠蔽する　満州建国の真実―軍事の天才石原莞爾の野望と挫折』勉誠出版、2018年。
- 『日中戦争はスターリンが仕組んだ―誰が盧溝橋で発砲したか』勉誠出版、2018年。
- 『幕末会津藩　松平容保の慟哭―北方領土を守った男たちの最期』勉誠出版、2018年。
- 『幕末の天才　徳川慶喜の孤独―平和な「議会の時代」を目指した文治路線の挫折』勉誠出版、2018年。
- 『それでも東條英機は太平洋戦争を選んだ―昭和天皇が信頼した男の正体』勉誠出版、2018年。
- 『陸軍の横暴と闘った西園寺公望の失意』勉誠出版、2019年
- 『昭和の宰相　近衛文麿の悲劇』勉誠出版、2019年
- 『雪の二・二六』勉誠出版、2019年
- 『三島由紀夫と青年将校』勉誠出版、2019年
- 『日中戦争の正体』勉誠出版、2020年
- 『名将山本五十六の絶望』勉誠出版、2020年
- 『名将 乃木希典と帝国陸軍の陥穽』 さくら舎、2021年
- 『日本陸海軍 勝因の研究』 さくら舎、2021年
- 『西郷隆盛と大久保利通の明治維新－理想と陰謀の激突』、さくら舎　2022年
- 『鎖国の正体－秀吉・家康・家光の正しい選択』、柏書房、2022年
- 『平和の武将 徳川家康』 さくら舎、2022年
- 『ロシア敗れたり』毎日ワンズ、2023年
- 『大隈重信の功績』共栄書房、2023年
- 『満州建国の大義―石原莞爾とその告白』毎日ワンズ、2024年
- 『愚かなる開戦―近衛文麿、命を賭した和平交渉』毎日ワンズ、2025年
- 『隣国ロシアとの知られざる外交史: ‶強大国″は敵か味方か? 女帝エカテリーナから 始まる日露外交百年史に答えはあった』方丈社、2025年

### 共著
- 青風会教育問題プロジェクトチーム『子供にはこんな教育を望みます : 団塊の世代の父親からの提言 「4つの教育改革」のすすめ』かんき出版、1986年2月。